# Скип Спенс
Скип Спенс (на английски: Skip Spence) е канадско-американски музикант.
Роден е на 18 април 1946 година в Уиндзър, Канада, но в края на 50-те години семейството му се премества в Калифорния. Започва да се занимава с музика от ранна възраст.
За кратко е барабанист в „Джеферсън Еърплейн“, след това е китарист в „Моби Грейп“, а през 1969 година издава оригиналния солов албум Oar. Малко по-късно перкратява музикалната си кариера заради засилващи се проблеми с психичното здраве и зависимостта от наркотици.
Скип Спенс умира на 16 април 1999 година в Санта Крус от рак на белите дробове.